# Ácido 3-(4-hidroxi-3,5-dimetoxifenil)propiônico
Ácido 3-(4-Hidroxi-3,5-dimetoxifenil)propiônico (português brasileiro) ou ácido 3-(4-Hidroxi-3,5-dimetoxifenil)propiónico (português europeu) é o composto químico orgânico de fórmula química C11H14O5, classificado com o número CAS 14897-78-0. É o princípio ativo do kimchi, e já evidenciado como inibidor da aterosclerose em coelhos.